# 五大
五大（ごだい、サンスクリット：panca-dhatavah、英: five elements）とは、宇宙（あらゆる世界）を構成しているとする地（ち）・水（すい）・火（か）・風（ふう）・空（くう）の五つの要素のこと。

## 五つの要素
- 地 - 大地・地球を意味し、固い物、動きや変化に対して抵抗する性質。
- 水 - 流体、無定形の物、流動的な性質、変化に対して適応する性質。
- 火 - 力強さ、情熱、何かをするための動機づけ、欲求などを表す。
- 風 - 成長、拡大、自由を表す。
- 空 - サンスクリット語: आकाश, Ākāśa（アーカーシャ）の訳。虚空とも訳される。仏教の思想のサンスクリット語: शून्य, śūnya（シューニャ　訳語は空）とは異なる。

## 沿革
中国の五行思想（木・火・土・金・水）と数が同じで、一部共通する物もあることから混同されやすいが、両者は全く別個に成立したものである。
この思想は、古くからインド哲学（六師外道・六派哲学の思想など）にあり、古代インド思想では、火・水・地を「三大」、または地・水・火・風を「四大」とする。これらに「虚空（アーカーシャ）」を加えて「五大」とする思想が現れた。さらに後には第六の要素として「識」（意識）を加えて「六大」とする思想、近年の神秘学では、アストラル、エーテル、あるいはこれらを超越しているとする第七の要素を加えて語られることもある（チャクラなど）。だが、五大までにおいては、インド思想家と仏教徒との教学論議を経るうち、これらの思想がその時々に応じて仏教の思想体系中に取り込まれていったものである。やがて原始仏教や部派仏教に暫時取り入れられたのを契機に、主に大乗仏教思想として東アジア一帯に広まった。仏教の一派である密教では五大を五輪（ごりん）と呼び、この思想に基づく塔婆として五輪塔を造立する。
西洋では、宮本武蔵の『五輪書』によって五大が知られたことから、五大は日本で生まれたものと認識されている。